# Tiare Aguilera
Tiare Maeva Carolina Aguilera Hey (Rapa Nui, 13 de febrero de 1982) es una abogada y política chilena de etnia rapanui. En mayo de 2021 fue elegida para representar al pueblo rapanui en la Convención Constitucional de Chile.

## Primeros años y carrera
Tiare Aguilera nació y se crio en la isla de Rapa Nui.
Estudió en la Universidad Andrés Bello, donde se licenció en Derecho. Más tarde, asistió a la Universidad de Wuhan, donde recibió un máster en derecho público internacional. Aguilera explicó que su decisión de estudiar en China en vez de Chile se debe a su origen Rapa Nui, afirmando que «la mirada occidental ignora la mirada oriental y nosotros como Rapa Nui estamos más cerca del este». Además de Rapa Nui, Chile continental y China, ha vivido en España, Nueva Zelanda y Hawai.
Después de regresar a Rapa Nui en 2013, Aguilera se convirtió en asesora de la Comisión de Desarrollo de la Isla de Pascua, un organismo indígena de toma de decisiones. Para 2016, estaba íntimamente involucrada en la política local, organizando eventos políticos para la gobernadora Melania Hotu. Durante su carrera jurídica se especializó en derecho urbanístico.

## Carrera política
Luego de una primaria disputada, Aguilera fue elegida como la candidata de Rapa Nui para un escaño reservado en la Convención Constitucional de Chile, y luego fue elegida formalmente para el cargo. Los comentaristas políticos especularon que podría ser un voto decisivo clave en el organismo luego de ciertos reportes que especulaban que la coalición de centroderecha Chile Vamos estaba buscando su apoyo para ciertas medidas legislativas.
Un experimento en derecho comparado, Aguilera ha manifestado su demanda de que la nueva constitución respete los términos y condiciones del tratado de anexión de 1888 entre Chile y Rapa Nui. Aguilera ha identificado la preservación del idioma rapanui como un tema que planea defender en la Convención Constitucional. Expresó su preocupación de que el idioma esté en peligro de extinción.

Aguilera favorece el establecimiento de un estado plurinacional en Chile en interés de la determinación de los indígenas chilenos. Ha argumentado a favor de formar una alianza entre políticos indígenas en la Convención Constitucional. Defensora de la descentralización, Aguilera ha argumentado a favor de la autonomía indígena desde una perspectiva ambiental, afirmando:
La nueva constitución debe pensar en los territorios como ecosistemas. La isla ya es un territorio pequeño, limitado, pero la relación que tienen los polinesios con el mar es diferente y vamos a contribuir a eso.
En política económica, Aguilera favorece una mayor intervención estatal y la creación de un generoso estado de bienestar en Chile. Sostuvo que las disparidades en la calidad de la infraestructura y la atención médica entre Chile continental y Rapa Nui significaban que el gobierno debería tener "un papel mucho más participativo" en los asuntos económicos. Durante su campaña, respaldó la consagración del derecho a la vivienda y el derecho al agua en la nueva constitución.
En la política local, Aguilera ha elogiado los esfuerzos para expandir el sistema de recolección de agua de lluvia de Rapa Nui, y señaló que tales iniciativas son necesarias dada la disminución del suministro de agua en la isla. Ha enfatizado la necesidad de proteger los parques marinos presentes en este territiorio.
Dentro de la Convención Constitucional integró las comisiones transitorias de Descentralización, Equidad y Justicia Territorial, y Participación y Consulta Indígena. Tras la aprobación del reglamento de la Convención, en octubre de 2021, Aguilera se incorporó a la comisión temática de Forma de Estado, Ordenamiento, Autonomía, Descentralización, Equidad, Justicia Territorial, Gobiernos Locales y Organización Fiscal. En la etapa final, ingresó a la comisión de Armonización.
Producto de la ampliación de la mesa directiva de la Convención Constitucional con 7 nuevas vicepresidencias, obtuvo uno de dichos cupos el 28 de julio.